# Lemophagus foersteri
Lemophagus foersteri är en stekelart som först beskrevs av Tschek 1871.  Lemophagus foersteri ingår i släktet Lemophagus och familjen brokparasitsteklar. Inga underarter finns listade i Catalogue of Life.